# Železniční trať Petite Ceinture
Železniční trať Petite Ceinture (francouzsky Chemin de fer de Petite Ceinture neboli česky malý železniční okruh) je bývalá okružní dvoukolejná železniční trať o délce 32 km, která vedla po obvodu Paříže. Byla vybudována v letech 1852–1869 a spojovala železniční stanice na tehdejším okraji města. V roce 1934 byla z velké části pro osobní dopravu uzavřena, nákladní doprava byla zastavena v 90. letech. Linka je dnes z větší části opuštěná, částečně i rozebrána. Zbývající části a stanice jsou předmětem debaty o jejich dalším rozvoji a využití.

## Historie
V polovině 19. století zřizovaly francouzské soukromé železniční společnosti první nádraží v Paříži, kam vedly železniční tratě z různých částí země. Jednalo se o hlavové stanice Gare Saint-Lazare, Gare de l'Ouest (pozdější Gare Montparnasse), Gare d'Austerlitz, Gare du Nord, Gare de Denfert-Rochereau, Gare de Lyon, Gare de Strasbourg (dnešní Gare de l'Est), které nebyly vzájemně propojené, neboť společnosti si chtěly udržet regionální monopoly a neměly zájem na spolupráci. Zboží převážené z jednoho regionu do jiného, proto muselo být v Paříži přeloženo na koňské povozy a převáženo z nádraží na nádraží. Stejně tak museli přestupovat i cestující. Vláda druhé republiky se pokusila tyto společnosti, jejichž nádraží se všechny nacházely na pravém břehu, donutit k vybudování společné spojnice mezi nádražími, ale neuspěla. V letech 1840–1845 proběhla stavba nových městských hradeb a výstavba okružní železnice podél hradeb získala strategický význam.
Vlastní vznik okružní tratě přišel až s příchodem Napoleona III. k moci, jehož ministr veřejných prací 2. prosince 1851 zajistil financování stavby. Nabídl financování výstavby tratě kromě nádraží, lokomotiv a kolejových vozidel. Na oplátku měla každá soukromá dopravní společnost přispět do společného podniku příspěvkem ve výši jednoho milionu franků (francouzský stát převzal příspěvek zbankrotované Chemins de fer Paris-Orléans). Všechny společnosti podepsaly 10. prosince 1851 koncesi na provozování spojovací tratě na pravém břehu Seiny a založily společný podnik Syndicat de Chemin de Fer de Ceinture. S udělením koncese bylo spojeno několik podmínek, především provozování osobní dopravy. Provozovatelé měli ovšem zájem hlavně na lukrativnější přepravě zboží. Osobní doprava byla zahájena na trati až 14. července 1862. První prozatímní nákladní doprava mezi Batignolles a La Chapelle s odbočkou do La Villette byla zahájena již 15. listopadu 1852. Oficiálně byl první úsek zprovozněn 11. prosince 1852. 25. března 1854 byla trať prodloužena z La Chapelle do Bercy a poté dále do Ivry-sur-Seine přes Pont National. Poté začaly na severovýchodě rozsáhlé práce na velkém viaduktu (přes 700 m) ve čtvrti Pont de Flandre podél kanálu Saint-Denis a přemostění kanálu Ourcq. Nato navázala výstavba dvou tunelů o celkové délce 1000 metrů pod návršími v Belleville a Charonne. V roce 1855 byla otevřena nákladová nádraží Charonne a Belleville–Villette.
Na severozápadě města byla 2. května 1854 otevřena linka, která vedla z nádraží Saint-Lazare podél západních pařížských hradeb do Auteuil na jihu. Tato trať sloužila výhradně osobní dopravě.
Stavba spojovací tratě na levém břehu řeky Seiny byla dokončena 27. února 1867. Poslední úsek Javel–Champ-de-Mars byl otevřen u příležitosti světové výstavy 1867. S otevřením linky mezi Courcelles a Clichy byl 25. března 1869 dokončen tzv. „malý pás“ (Petite Ceinture) kolem celého města.
Linka byla využita během francouzsko-pruské války, když od 16. června 1870 do 17. března 1871 přepravila na 800 000 vojáků. Nicméně přitom se zjistilo, že kapacita železnice není dostatečná a bylo v roce 1877 rozhodnuto vytvořit druhou okružní linku ve větší vzdálenosti od Paříže. Jednotlivé úseky byly postaveny do roku 1886 od Villeneuve-Saint-Georges po směru hodinových ručiček do Rungis (s pozdější paralelní tratí na jih z Orly do Juvisy-sur-Orge), Massy, Palaiseau, Versailles, Saint-Germain-en-Laye, Achères, Sartrouville a zpět do Noisy-le-Sec. Tento velký pás byl dlouhý zhruba 160 km.
Postupné snižování poptávky ze strany cestujících vedlo k nahrazování vlaků autobusy a od 1. dubna 1934 byla na celé Petite Ceinture zrušena osobní železniční doprava. Od 16. července nahradila železniční trať autobusová linka. Pouze úsek linky do Auteuil, který byl v roce 1925 elektrifikován, zůstal v provozu.
Po roce 1934 sloužila trať až do počátku 90. let pro nákladní dopravu. V provozu zůstala nákladová nádraží firmy Citroën v Grenelle (Gare de Grenelle-marchandises), dnes Parc André-Citroën (do 1976), v jatkách v ulici Rue de Vaugirard, dnes Parc Georges-Brassens (do 1979) a nádraží Gobelins pod čtvrtí Olympiades ve 13. obvodu (do 1991). Na severu a východě se trať využívala k přesunu vlaků mezi nádražími až do konce 80. let.

## Současný stav
Trať je sice oficiálně uzavřená, přesto signalizační zařízení zůstávají stále v provozu, neboť mimořádný provoz vlaků není ještě definitivně ukončen. Malý úsek ve 13. obvodu si v letech 1994–1998 pronajala společnost RATP jako zkušební trať pro automatizované vlaky linky 14 pařížského metra. Jiná část byla zase využita při odvozu stavební suti během výstavby této linky 14. V části mezi Porte de Clichy a Boulevardem Victor zůstává přes 23 km kolejí. Občas se zde konají nostalgické jízdy.
Linka Auteuil fungovala pro přepravu osob do roku 1985. V roce 1988 byla využita pro nově otevřenou linku RER C a byla prodloužena po vybudování tunelu na severozápadě Paříže do Beauchamp a Argenteuil.
V západní části byly kolejnice kompletně rozebrány a v létě 2006 proběhla jednání mezi vlastníkem Réseau ferré de France a městem Paříží o využití prostoru.

## Plány na znovuzprovoznění
V současnosti existuje několik plánů na obnovení tratě:
- obnovit na trati nákladní dopravu
- využít stávající trať pro metro nebo tramvaje: tramvajová linka T3 je již na Maršálských bulvárech na levém břehu v provozu
- vznik aleje (obdobně jako byla využita bývalá trať k nádraží Bastilla): V březnu 2006 navrhl starosta Paříže Bertrand Delanoë vysázet podél tratě řadu stromů a ponechat tak možnost případného pozdějšího obnovení tratě pro železniční účely, eventuálně zde vytvořit cyklostezku. Tento návrh byl předmětem jednání mezi RFF jako vlastníkem trati a městem Paříží, která vyústila v dohodu, která stále vyžaduje ratifikaci Pařížské rady.